# Weingut Friedrich Kiefer
Das Weingut Friedrich Kiefer ist ein badisches Familienweingut in Eichstetten am Kaiserstuhl mit 15 Hektar Rebfläche in der Lage Eichstetter Herrenbuck. Sie ist mit dem Schwergewicht auf Spätburgunder bestockt. Weiterhin werden Trauben von Vertragswinzern mit insgesamt 92 Hektar vinifiziert und vermarktet, die als Erzeugerabfüllung gelten. Das Weingut zählt dadurch zu den großen Weingütern und Kellereien Deutschlands.

## Geschichte
1851 wurde das Weingut in der Ortsmitte von Eichstetten von dem aus dem Markgräflerland stammenden Lehrer Friedrich Kiefer gegründet. Im Jahr 1886 übernahm sein Sohn Fritz Kiefer das Weingut und leitete es bis ins Jahr 1930, als es von seinen beiden Schwiegersöhnen Gustav König und Friedrich Grafahrend übernommen wurde. Gustav Königs Tochter Hanna Körner geb. König war zusammen mit ihrem Mann Siegfried Körner und  der gemeinsamen Tochter Vera Hammer im Unternehmen tätig. Nachdem die Familie 1990 ihre Anteile verkauft hatten und aus dem Unternehmen ausschieden, leitete Lutz Grafahrend den Betrieb als alleiniger Inhaber. Da sich seitens der eigenen Familie kein interessierter Nachfolger fand, wurde der aus Eichstetten stammende Winzersohn und Önologe Martin Schmidt der Nachfolger, der bereits seit 2003 als Betriebsleiter auf dem Weingut war. Er und seine Frau Helen Schmidt übernahmen im Jahr 2008 das Weingut, um es als Familienbetrieb weiterzuführen. 2011 wurde eine Abfüllanlage für Bag-In-Box-Weine in Betrieb genommen. Neben den traditionellen Vertrieb über Fachhandel und Gastronomie setzt das Unternehmen verstärkt auf Onlinemarketing.
Die Weine des Weinguts erhielten im Weinführer Gault-Millau 2012 1 rote Traube, im Weinführer Eichelmann 2 Sterne und in Wein-Plus 2 Sterne.

## Rebsorten
- 34 % Spätburgunder
- 24 % Grauburgunder
- 18 % Müller-Thurgau
- 12 % Weißburgunder
- 12 % sonstige Rebsorten: Riesling, Chardonnay, Muskateller, Scheurebe, Gewürztraminer

## Lagen
Das Weingut selbst bewirtschaftet 15 ha der 350 ha großen Lage „Eichstetter Herrenbuck“. Der Herrenbuck zählt zu den höhergelegenen Lagen des Kaiserstuhls und ist mit bis zu 30 Meter dicken Löss- und Löss-Lehmböden bedeckt, im höchstgelegenen Teil findet man auch Vulkanverwitterungsböden. Die Hochlage verlängert die Vegetationsphase, so dass die Lese später als in den anderen Lagen des Kaiserstuhls beginnt.

## Auszeichnungen
- Internationaler Grauburgunder-Preis 2012[7]: 2. Platz in Kategorie 3 für 2010 Eichstetter Herrenbuck Grauburgunder QbA trocken "Dreistern"
- AWC Vienna 2011 – International Wine Challenge[8]: 4 Goldmedaillen, 3 Silbermedaillen